# Аймедова, Маягозель
Мая-Гозель (Майя) Аймедова (род. 28 мая 1941) — советская, туркменская актриса театра и кино, сценарист. Народная артистка СССР (1987).

## Биография
Мая-Гозель Аймедова родилась 28 мая 1941 года в Ашхабаде (Туркменистан).
В 1964 году окончила ГИТИС им. А. В. Луначарского в Москве.
С того же года — актриса Туркменского ТЮЗа (ныне Туркменский национальный молодёжный театр имени Алп Арслана) в Ашхабаде. В театре сыграла Марютку в пьесе «Поющие пески» А. Штейна, в ролях по произведениям К. Гольдони, А. Островского, в постановке о юности Махтумкули «Менгли», в пьесах «Девочка и апрель» Т. Ян, «Отелло» У. Шекспира, «Ниса» и др.
Снималась в кино, в большинстве картин своего мужа, кинорежиссёра Х. Нарлиева на киностудии «Туркменфильм».
Член Союза кинематографистов Туркменской ССР. Академик Российской академии кинематографических искусств «Ника».
Член КПСС с 1971 года. Была депутатом Парламента (Меджлиса) Туркмении
В настоящее время живёт и в Ашхабаде, и в Москве.

### Семья
- Муж — Ходжакули Нарлиев (р. 1937), кинорежиссёр. Народный артист Туркменской ССР (1986).
- Трое детей, пятеро внуков.

## Награды и звания
- Народная артистка Туркменской ССР (1982)
- Народная артистка СССР (1987)
- Государственная премия СССР (1973) — за исполнение роли Огулькейик в фильме «Невестка»
- Государственная премия Туркменской ССР им. Махтумкули (1984) — за исполнение роли Джамал в фильме «Дерево Джамал»[8]
- Всесоюзный кинофестиваль в Тбилиси (Вторая премия в номинации «Премии за актёрскую работу» за исполнение женской роли в фильме «Невестка», 1972)
- Международный кинофестиваль в Сорренто (Приз «Трофей Сорренто», фильм «Невестка», 1972)
- XII Московский международный кинофестиваль (Премия за актёрскую работу, фильм «Дерево Джамал», 1981)
- II Международный кинофестиваль «Евразия-2005» в Алма-Ате (Премия в номинации «За вклад в развитие киноискусства»)

## Фильмография
- 1963 — Случай в Даш-Кале — Джахан
- 1969 — Человек за бортом — Гельнедже
- 1971 — Невестка — Огулькейик
- 1972 — Нет дыма без огня — Энне
- 1974 — Когда женщина оседлает коня — Артыкгуль
- 1976 — Лето Сахата — Хатыджа
- 1976 — Умей сказать «нет!» — Акджемал
- 1979 — Приключения Али-Бабы и сорока разбойников — эпизод
- 1980 — Дерево Джамал — Джамал
- 1981 — Вот вернётся папа... — мать Бахар
- 1981 — Утренние всадники
- 1982 — Каракумы, 45 в тени — Гозель Довлетова
- 1983 — Короткие рукава — мать
- 1984 — Возвращение покровителя песен — Патма
- 1984 — Фраги — разлучённый со счастьем — Акгыз
- 1987 — До свидания, мой парфинянин!
- 1988 — Бешеная — Амана
- 1988 — Манкурт — Айим
- 2010 — Голос матери — Фатима Алибековна

### Сценарист
- 1974 — Когда женщина оседлает коня (совм. с Х. Нарлиевым)
- 1980 — Дерево Джамал (совм. с Х. Нарлиевым)
- 1983 — Люди моего аула (совм. с Х. Нарлиевым)